# 仙台市立東二番丁小学校
仙台市立東二番丁小学校（せんだいしりつ ひがしにばんちょうしょうがっこう）は、宮城県仙台市青葉区一番町二丁目にある公立小学校である。2021年の児童数は160人、8学級、教職員22人。

## 沿革
- 1873年（明治6年）7月2日 - 二番小学校創立
- 1875年（明治8年）6月 - 養賢小学校に校名変更
- 1879年（明治12年）1月 - 東二番丁小学校に校名変更
- 1892年（明治25年）8月 - 仙台市立東二番丁尋常高等小学校に校名変更
- 1916年（大正5年）4月 - 仙台市立東二番丁尋常小学校に校名変更
- 1932年（昭和7年） - 第1回児童唱歌コンクール女子の部全国優勝
- 1941年（昭和16年）4月 - 仙台市立東二番丁国民学校に校名変更
- 1945年（昭和20年）7月 - 仙台大空襲により校舎が全焼
- 1947年（昭和22年）4月 - 仙台市立東二番丁小学校に校名変更
- 1948年（昭和23年）3月 - 木造新校舎完成
- 1964年（昭和39年）12月 - 鉄筋新校舎完成
- 1987年（昭和62年）10月 - 現在の校舎が完成

## 概要
仙台市の中心部に位置し、付近は仙台駅や七十七銀行本店、仙台銀行本店がある。また敷地内に東二番丁幼稚園も併設している。

### 通学区域
- 仙台市青葉区のうち、一番町、北目町、中央、本町の大部分、大町の一部[2]
- 全域が五橋中学校の通学区域に含まれるため、児童は卒業後原則として五橋中へ進学する。